# Petra Horneber
Petra Horneber (* 21. April 1965 in Floß) ist eine deutsche Sportschützin. Sie gehörte zur Elite des deutschen Schießsports. Neben etlichen internationalen Titeln konnte sie auch national viele Titel gewinnen und ist bei Germania Prittlbach immer noch aktiv. Ehemann Ralf ist zugleich ihr Trainer.
Horneber ist von Beruf Sekretärin und arbeitet in der Geschäftsstelle des Bayerischen Sportschützenbundes.

## Sportliche Laufbahn
- 1991: Weltmeisterin (WM) Armbrust
- 1992: Deutsche Meisterin (DM) Armbrust
- 1993: WM Armbrust; Weltcup-Finale Dreistellungskampf (1. Platz), DM Dreistellungskampf
- 1994: WM liegend mit Weltrekord 596 Ringe, Dreistellungskampf (7. Platz), Mannschaft (1. Platz), Luftgewehr (8. Platz), Mannschaft (1. Platz); EM Luftgewehr (19. Platz), Mannschaft (1. Platz)
- 1995: Weltcup Finale Luftgewehr (5. Platz); EM Luftgewehr (4. Platz), Mannschaft (1. Platz), DM Dreistellungskampf
- 1996: Olympische Sommerspiele 1996 in Atlanta: Silbermedaille Luftgewehr
- 2000: Bronzemedaille EM Luftgewehr
- 2001: Mannschaftseuropameisterin Luftgewehr, Deutsche Vizemeisterin Luftgewehr
- 2002: Weltmeisterin KK-3x20 Sportgewehr, Deutsche Vizemeisterin Luftgewehr und KK-3x20 Sportgewehr
- 2011: Deutsche Meisterin (DM) Luftgewehr und Kleinkaliber Dreistellungskampf Damen-Altersklasse

### Auszeichnungen
- „Schütze des Jahres“ 2002 im Deutschen Schützenbund
- Silbernes Lorbeerblatt[1]